# رقالة
رَقَّالَة (الاسم العلمي: Malacanthus)، جنس صغير من فصيلة الرقاليات. موطنها في غرب المحيط الأطلسي والمحيط الهندي والمحيط الهادي.

## الأنواع
يوجد حاليًا ثلاثة أنواع معترف بها في هذا الجنس:
- Malacanthus brevirostris Guichenot, 1848 (Quakerfish)
- Malacanthus latovittatus (برنار جيرمان دي لاسيبيد, 1801) (Blue blanquillo)
- Malacanthus plumieri (ماركوس إليسر بلوخ, 1786) (Sand tilefish)